# Боровий Саул Якович
Саул Якович Боровий (1903 — 1989) — історик євреїв України та економічного розвитку Росії і України нового часу, професор.

## Біографія
С. Я. Боровий народився 30 жовтня (12 листопада) 1903 року в Одесі у інтелігентній єврейській родині. У домі батьків бували Менделе Мойхер-Сфорем, Шолом-Алейхем, Хаїм Нахман-Бялік та інші діячі єврейської культури.
Початкову освіту отримав вдома та у комерційній училищі Гохмана. У 1918 році відвідував лекції у Народному університеті, оволодів багатьма мовами (основними європейськими, їдиш, іврит, латиною).
В 1924 році закінчив юридичний факультет Одеського інституту народного господарства, навчався в Археологічному інституті.
Був один з організаторів Одеського обласного архіву у 1920-х — 1930-х. роках. Працював на посаді члена-кореспондента Комісії з концентрації та вивчення історико-революційних матеріалів. Спілкувався з М. Слабченком, який консультував молодого науковця.
В 1927—1930 роках навчався в аспірантурі при Одеській Центральній науковій бібліотеці під керівництвом С. Л. Рубінштейна. Захистив дисертацію «Наукова бібліотека в сучасних умовах» на здобуття наукового ступеня кандидата історичних наук.
У 1938 році без захисту дисертацій отримав ступені кандидата історичних та економічних наук. У 1940 році в Інституті історії АН СРСР захистив докторську дисертацію з історії на тему «Очерки по истории евреев на Украине в XVI–XVII вв.».
Працював бібліографом та архівістом в одеських бібліотеках та обласному архіві. В 1934–1977 роках (з перервою у 1952–1954 рр.) викладав курс «Історія народного господарства» в Одеському кредитно-економічному інституті.
Під час нацистської навали перебував в евакуації в Середній Азії.
Після війни також завідував кафедрою історії народів СРСР в Одеському педагогічному інституті. Брав участь у роботі низки симпозіумів з питань аграрної історії. Публікувався в одеській пресі, зокрема, популяризував наукові знання. Взяв участь у написанні першої у радянський період узагальнюючої праці з історії Одеси (опублікована у 1957 р.) та одного з перших підручників з економічної історії (опублікований у 1978 р,).
З 1978 року і до смерті мешкав у Москві, відвідуючи свою дачу в Одесі. Автор книги «Воспоминания еврейского историка» (1993 р.) — пам'ятки історико-мемуарної літератури.
Помер 31 серпня 1989 року. Похований в Одесі.

## Науковий доробок

##### 1920— 1940-ті роки
Період становлення науковця, він формується як історик євреїв у Росії та Україні, переважно в її південних регіонах. Як спеціаліста з історії євреїв в цей період його приваблювали дві теми: історія єврейської культури (преси, літератури, книговидавництва) та єврейської землеробської колонізація у Російській імперії. Підсумком роботи на другу тему стала монографія, що вийшла друком у 1928 році. Це було перше фундаментальне дослідження проблеми, що ґрунтувалося на солідній архівній базі. У 1930-х роках під впливом М.Слабченка та О.Рябініна-Скляревського працював над темою «євреї та Запорізька Січ» та «євреї та повстання Богдана Хмельницького». У статті «Евреи в Запорожской Сечи» (1934 р.) спростував думку про споконвічну ненависть козаків до євреїв, посягнувши на усталений стереотип — цілковито християнське замкнуте соціальне обличчя Запорізької Січі. Цінний внесок у джерелознавство історії України XVII ст. (зокрема історії євреїв) зробив як перекладач єврейських хронік Натана Ганновера, Меєра з Шебржецена та Саббатая Гакогена. До цього не існувало досконалого наукового перекладу цих текстів. Вперше підійшов до «хронік» як до пам'ятників, що відбили соціальну боротьбу середини XVII ст. Тим самим, він значно поглибив запитання, що до цього часу «задавалися» цьому типу джерел. Він провів аналіз соціально-політичних переконань хроністів. Зокрема, він зазначив, що Н.Ганновер вмів відділяти божественні причини від соціальних. Прагнення С. Борового до врахування доробку української історіографії помітний в характеристиці, що він дав Н. Ганноверу як авторові хроніки: «Він підійшов до розуміння основних рушійних сил повстання, у той же час не розуміючи значення боротьби всього українського народу за створення своєї державності».
Написав низку історико-літературних праць присвячених творчості російських, польських та єврейських письменників та поетів, історичній основі художніх творів.

##### Хмельниччина
Дослідник провів порівняльний аналіз даних єврейських хронік з їх українськими та польськими аналогами щодо визначення ролі євреїв в соціальному вибуху середини XVII ст. Спільними рисами цих джерел С. Боровий вважав їх тенденційність. На його думку, козацькі хроністи другої половини XVII ст. писали в умовах, коли старшинське землеволодіння фактично заступило місце колишнього магнатського. Тому вони перебільшували значення єврейського чинника у війні, намагаючись уникнути небажаних аналогій. Вважав однобічним погляд на Хмельниччину тільки як на великий погром. Концепцію «молота та наковадла» вчений розглядав як таку, що принижує національну гідність євреїв та не враховує усю складність історичних обставин. Використав марксистську методологію. До найбільш принципових тверджень слід віднести думку про те, що ані українське суспільство, ані єврейське не уявляли на середину XVII ст. єдиної соціальної маси. В дусі концепції, що панувала в СРСР в першій половині 1930-х називав події 1648–1650-х «Селянською війною», твердячи про різницю у кінцевій меті між селянами та козаками. Особливо наголошував на соціальній неоднорідності євреїв, виступив проти позиції єврейської історіографії, що вважала кагальну організацію зразковою. На його думку, кагал посилив владу над єврейством його верхівки. Найбільш оригінальним було твердження про участь представників найбідніших прошарків єврейського етносу на боці повсталих козаків та селян. З іншого боку, верхівка євреїв, на думку історика, опинилася на боці польських магнатів. На його думку, євреї були воюючою стороною під час повстання. Масштаби різанини він вважав надмірно перебільшеними. У докторській дисертації «Национально-освободительная война украинского народа против польского владычества и еврейское население Украины» він сприйняв поняття «Національно-визвольна війна українського народу». Поряд з єврейською тематикою працював над складанням бібліографії україномовної та російськомовної періодичної преси України (зокрема Одеси), над історико-революційною бібліографією.

##### 1950— 1970-ті роки
Дослідник відходить від єврейської тематики. На головну тему його історіографічної діяльності перетворюються історія Одеси та становлення кредитно-банківської системи у Російській імперії. Вперше узагальнив відомості про діяльність лихварів у Російській імперії не відокремлюючи їх від приватних банкірів. Новаторськими були роботи про економічні погляди О. Радищева, О. Пушкіна, М. Сперанського та ін. У 1960–1970-х узагальнив свої дослідження з історії кредитно-банківської системи та звернувся до інших питань, що втім не виходили поза рамки краєзнавчої та історико-економічної тематики. Зокрема, він приступив до вивчення історії пореформеного соціально-економічного розвитку Російської імперії, переважно села Південної України. У 1960 взяв участь у полеміці, що спровокувала на сторінках «УІЖ» О. Лугова щодо колоніального становища України у складі Російської імперії. На відміну від О. Лугової, вважав, що Україну не слід розглядати як колонію Російської імперії. Вивчав розвиток історіографії на Півдні України, разом з українським історіографом М. Марченком повернув в історіографію постать А. Скальковського.
Творча спадщина С. Я. Борового нараховує приблизно 120 наукових праць та десятки публіцистичних заміток. З них приблизно 70 % були присвячені історичній тематиці. Праці публікувались російською, українською, англійською мовами, мовою їдиш у провідних історичних наукових виданнях. Низка наукових праць була видана вже після його смерті, деякі донині перебувають у рукописах.

## Праці
- Еврейская земледельческая колонизация в Старой России. Политика, идеология, хозяйство, быт. По архивным материалам. — М., 1928. — 200 с.
- Национально-освободительная война украинского народа против польского владычества и еврейское население Украины // Исторические записки. — 1940. — Т. 9. — С. 81 — 124.
- Из истории экономической политики России XVIII в.// Наукові записки Одеського державного педагогічного інституту ім. К. Д. Ушинського. — 1947. — Т. VIII. — С. 89 — 106.
- Кредит и банки России. Середина XVII в. — 1861 г. — М., 1958. — 288 с.
- А. А. Скальковский и его работы по истории Южной Украины // Записки Одесского археологического общества. — 1960. — Т. 1 (34). — 175—185.
- По поводу заметки об основании Одессы // Український історичний журнал. — 1966. — № 9. — С. 158
- До питання про становище України в період феодалізму // Український історичний журнал. — 1967. — № 9. — С. 115—121.
- Правовий стан селянства Південної України та антифеодальний рух у першій половині ХІХ ст. // Проблеми правознавства. — К., 1971. — Вип. 19. — С. 33 — 41.
- Еврейские хроники XVII столетия (Эпоха «хмельниччины»). Исследование, перевод и комментарии С. Я. Борового. — М.-Иерусалим, 1997. — 287 с.

## Нагороди
- Медаль «Ветеран праці»